# Telle mère, telle fille (téléfilm, 2007)
Pour les articles homonymes, voir Telle mère, telle fille.
Telle mère, telle fille (Like Mother, Like Daughter) est un téléfilm canadien réalisé par Robert Malenfant et diffusé aux États-Unis le 18 février 2007 sur Lifetime.

## Synopsis
Quand une femme d'affaires en plein succès découvre que sa fille est portée disparue, elle demande de l'aide à son ami, professeur dans l'université de sa fille sans se douter que c'est l'homme qui est à l'origine de cette disparition.

## Fiche technique
- Titre original : Like Mother, Like Daughter
- Réalisation : Robert Malenfant
- Scénario : Christine Conradt, d'après une idée originale de Nikea Gamby-Turner
- Durée : 92 minutes
- Pays :  Canada

## Distribution
- Michelle Stafford (VF : Isabelle Ganz) : Dawna Wilkins
- William R. Moses (VF : Edgar Givry) : John Collins
- Danielle Kind (VF : Edwige Lemoine) : Emily Wilkins
- Gianpaolo Venuta (en) (VF : Thomas Roditi) : Keith
- John Maclaren (de) (VF : Hervé Jolly) : David
- Suzanna Lenir : Paula
- Millie Tresierra : Mary
- Tommie-Amber Pirie : Sarah
- James O'Regan : Inspecteur Wahl
- Mariah Inger : Inspecteur Chapala
- Jack Eyanie : Craig
- Rick Bramucci : Officier de police
- Mercedes Papalia : Francesca

Sources et légende : Version française selon le carton de doublage français.